# USS Gansevoort (DD-608)
DD 608 Gansevoort (Корабль соединённых штатов Ганзевурт) — американский эсминец типа Benson.
Заложен на верфи Bethlehem Steel, San Francisco 16 июня 1941 года. Заводской номер: 5371. Спущен 11 апреля 1942 года, вступил в строй 25 августа 1942 года.
Выведен в резерв 1 февраля 1946 года. Из ВМС США исключён 1 июля 1971 года.
23 марта 1972 года потоплен как цель авиацией и артиллерийским огнём близ побережья Флориды.